# Liste der mecklenburgischen Herrscher

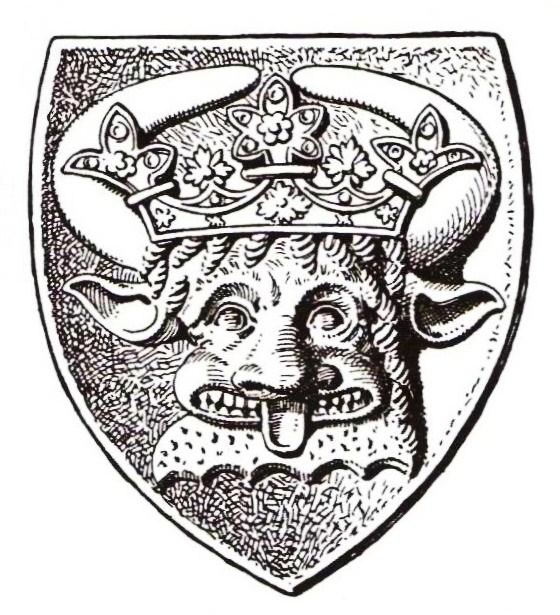
Wappen Herzog Albrechts II., der »Mecklenburgische Stierkopf« (1349)

Der erste erwähnte Herrscher in der Region Mecklenburg nach der Völkerwanderung ist Witzan, ein Kriegsfürst der Obotriten, der 780 einen Vertrag mit dem Frankenkönig Karl dem Großen schloss und mit Hilfe der Franken Schwerin eroberte. Damit begründete dieser eine Dynastie slawischer Samtherrscher, legalisiert durch den fränkischen König. Aus fränkischer Sicht sind die Abotriten Vasallen, denen der fränkische König alle Slawen an der Ostsee unterstellt. Das sind nach dem Vertrag alle Stämme östlich des Limes Saxoniae also Ranen, Wilzen, Polaben, Lutizen, Dänen, Nordalbingier und Wagrier, die in der Mehrzahl mit reichlich fränkischer Unterstützung unterworfen werden.

## Überblick
Die Samtherrscher werden von den fränkischen Chronisten abwechselnd als reguli („kleine Könige“), duces  („Führende, Herzöge“), principes („Erste, Fürsten“), meliores („Bessere“), praestantiores („Vorzügliche“) oder primores („Vornehmere“) bezeichnet und sind zu Tribut und Heerfolge verpflichtet. Der Begriff Samtherrscher ist ein Kunstbegriff, da die tatsächliche Position der slawischen Fürsten im Frankenreich nicht immer klar war.
Nach der Reichsversammlung 826 brach Ceadrag den Vasallenvertrag und wendete sich den heidnischen Dänen zu. In der Folge wurde aus dem Abotritenland das dänische Wendland, das trotz mehrerer erfolgreicher Heerzüge unter dem ostfränkischen König Ludwig dem Deutschen nicht in das Vasallenverhältnis zurück gezwungen werden kann. Zwischen 862 und 955 galt das Wendland als Teil des Dänischen Reiches, und dementsprechend entstand eine Überlieferungslücke in den fränkischen Chroniken. Dabei verstanden die Dänen unter Wendland die gesamte Küste des heutigen Mecklenburg-Vorpommern.
Erst 955 gelang es, in der Schlacht an der Raxa das Abotritenland wieder unter fränkische Kontrolle zu bringen. In der Folge herrschte die christliche Dynastie der Nakoniden bis 1071. Dabei war sie seit 936 dem Heerführer und Stellvertreter des Königs Hermann Billung und dessen Nachfahren den sächsischen Stammesherzögen unterstellt.
1071 wurden die Nakoniden durch den Wagrier Kruto mit Hilfe der Ranen und Dänen geschlagen. Unklar ist, ob Kruto das ganze Abotritenland erobern und beherrschen konnte und ob der Name auf die dänische Knýtlinga saga zurückgehen könnte. 1093 wurde der gealterte Kruto von dem letzten Nakonidenspross Heinrich von Alt-Lübeck geschlagen. Diesem gelang es in den folgenden 30 Jahren wieder, die Herrschaft über Rügen und Vorpommern zu erlangen. 1127 wurden er und seine Nachkommen von Heiden erschlagen, womit er als christlicher Märtyrer starb. Knud Lavard, dänischer Jarl von Schleswig erkaufte sich 1129 das Abotritenland als Lehen vom römisch-deutschen König Lothar III., der 1106 die Nachfolge des kinderlos gestorbenen sächsischen Stammesherzogs Magnus angetreten hatte und 1125 zum König geworden war.
Knud hatte nur wenig Zeit, sein Lehen zu beherrschen, denn schon zwei Jahre später starb er.
Mit Lubimar und seinem jüngeren Bruder Niklot traten 1131 zwei Herrscher ins Licht, deren Geschlecht künftig mit der Geschichte Mecklenburgs verknüpft ist. Ihre Herkunft ist unbekannt. Das Haus Mecklenburg stammt in gerader Linie von Niklot ab, dem letzten Samtherrscher des slawischen Stammes der Abodriten im engeren Sinn. Dieser fiel vermutlich zusammen mit seinem Bruder Lubimar 1160 gegen den sächsischen Stammesherzog Heinrich den Löwen. Niklot hatte seinen Ursprungssitz auf der Burg Mecklenburg in der Nähe von Wismar. Lubimar wurde als Herr der Burg Werle benannt, gegen die der Angriff von Heinrich dem Löwen geführt wurde.
Seit 1167 in deutschrechtlichem Lehnsverband – zunächst unter den Sachsen – wurde Mecklenburg 1348 reichsunmittelbares Territorium und das Herrschergeschlecht als Herzöge zu Mecklenburg tituliert. Trotz der drei Mecklenburgischen Hauptlandesteilungen blieb das Land bis zum Ende der Monarchie ein Gesamtstaat. 1234 kam es zum ersten Bruch, und das Fürstentum wurde aufgeteilt. So entstanden die Teilherrschaften Werle, Parchim-Richenberg, Rostock und Mecklenburg. In der Neuzeit erfolgten Teilungen in zwei Teil-Herzogtümer – 1348 bis 1471 in Mecklenburg-Schwerin und Mecklenburg-Stargard, 1555 bis 1694 in Mecklenburg-Schwerin und Mecklenburg-Güstrow und 1701 bis 1918 in Mecklenburg-Schwerin und Mecklenburg-Strelitz. Die Dynastie wurde jedoch weiterhin stets als Gesamtensgemeinschaft belehnt, und die Regenten beider Landesteile führten stets identische Titel, was zu diplomatischen Verwirrungen führte.
Durch den Wiener Kongress 1814/15 erfuhren beide regierenden Herzöge eine Rangangleichung mit dem Titel Großherzog von Mecklenburg und der persönlichen Anrede Königliche Hoheit. Beide Landesteile wurden fortan als Großherzogtümer bezeichnet. Neben beiden Regenten, beiden Thronfolgern und den jeweils zugehörigen Ehefrauen führten alle anderen Mitglieder der Fürstenfamilie weiterhin den Titel von Herzögen (Herzoginnen) zu Mecklenburg, abweichend von der allgemeinen Üblichkeit auch die Prinzen und Prinzessinnen. Die mecklenburgischen Regenten titulierten als „Herzog zu (ab 1815: Großherzog von) Mecklenburg, Fürst zu Wenden, Schwerin und Ratzeburg, auch Graf zu Schwerin, der Lande Rostock und Stargard Herr“.
Am Ende der Monarchie zählte das Haus Mecklenburg zu den ältesten regierenden Fürstengeschlechtern in Deutschland. In der Weimarer Republik wurde der frühere Fürstentitel in den bürgerlichen Familiennamen „Herzog zu Mecklenburg“ bzw. „Herzogin zu Mecklenburg“ umgewandelt.

## Namensliste
Zu den Namen der Herzöge und dem Verwandtschaftsverhältnis zum Vorgänger ist die Herrschaftszeit angegeben. Da besonders im Mittelalter die Teilung in Herrschaften eine Rolle spielt, deren Verwaltung häufiger wechselte, sind eventuelle Herrschaftszeit/Regierungszeiten gesondert für den jeweiligen Herrscher vermerkt.

## Herren im Obotritenland

### Erste Samtherrscher der Obotriten
|  | Name (Lebensdaten)                    | Regierungszeit        | Anmerkungen |
|  | ------------------------------------- | --------------------- | --- |
|  | Witzan (* unbekannt; † 795)           | 780–795               | Warlord und erster Samtherrscher der Obotriten, auch Visan benannt, 780 Bündnis mit Karl dem Großen bei Wolmirstedt, fiel in der Schlacht von Bardowieck 795 gegen Nordalbingier                                                   |
|  | Drasco (* vor 789; † 810)             | de facto 795; 804–810 | Samtherrscher der Obotriten, auch Thrasco benannt, Vasall Karls des Großen |
|  | Sclaomir (* vor 789; †821)            | 810–821               | Samtherrscher der Obotriten, Bruder des Drasco, Vasall Karls des Großen |
|  | Ceadrag (* vor 789; † vermutlich 839) | 819–nach 826          | Samtherrscher der Obotriten, Sohn des Drasco, Geisel am dänischen Hof von Göttrik, Vasall Ludwig des Frommen, dann Vasall Göttriks, Ludwig entsendet 838/839 ein Heer gegen die abtrünnigen Obodriten                              |
|  | Goztomuizli (* unbekannt; † 844)      | nach 826–844          | Jarl der Obotriten, auch Gotzomuizli, Gozzomiul, Gozzomuil, Gestimulus oder Gostomysl genannt, Vasall des dänischen Königs Horik I., Ludwig der Deutsche entsendet 844 ein Heer und Goztomuizli wird getötet.                      |
|  | Tabomuizli (* unbekannt; † nach 844)  | nach 844– um 862      | Regent der Obotriten, Ludwig der Deutsche setzte keinen Samtherrscher ein, sondern teilt das Slawenland in vier Stammesbereiche und bestimmt Stammesfürsten reguli in civitate zu deren Landeshegern (slaw. piast=Heger, Pfleger). |

Etwa zeitgleich wird Piast zum Regent der Polanen und Rastislav zum Regent von Mähren bestimmt. Tabomuizli wird 862 als Samtherrscher der Obotriten erwähnt.
In der Folge wird das Obotritenland zwischen 862 und 955 als Wendland Teil des Dänischen Reiches von Gorm der Alte (dänisch Gorm den Gamle) und aus slawischen Fürsten werden dänische Jarls. Daraus ergibt sich eine Überlieferungslücke in den fränkischen Aufzeichnungen. Der Polanen-Herzog Mieszko I. koaliert mit Harald Blauzahn, mit dem er die Pomoranen unterwirft, dann lässt er durch Palnatoki von Fünen die Jomsburg auf der Insel Wollin errichten.

### Dynastie der Nakoniden
|  | Name (Lebensdaten)                                 | Regierungszeit | Anmerkungen |
|  | -------------------------------------------------- | -------------- | --- |
|  | Stoignew (* unbekannt; † 955)                      | 931–955        | Fürst der Obotriten, auch Stoinef, Stoinnegus und Ztoignav benannt, älterer Bruder Nakon, fiel in der Schlacht an der Raxa 955 gegen Otto I. und dessen Heerführer Hermann Billung                                                            |
|  | Nakon (* unbekannt; † 965)                         | 955–965        | Fürst der Obotriten, Vasall des Markgrafen Hermann Billung, auch als Nacco oder Naqun bezeichnet und 931 zusammen mit Mieszko I. aus dem Geschlecht der Piasten und Fürst der Polanen getauft.                                                |
|  | Mistiwoj (* unbekannt; † 995)                      | 967–995        | Fürst der Obotriten, Vasall von Bernhard I. (Sachsen), verlor die Herrschaft über die Liutizen im Slawenaufstand von 983 |
|  | Mistislaw (* unbekannt; † 1028)                    | 995–1018       | Fürst der Obotriten, getauft als Udo, auch Uto, Mistizlavus und Missizla genannt Vasall des Bernhard I. (Sachsen), floh 1018 nach einem Angriff der Liutizen aus Mecklenburg in den Bardengau                                                 |
|  | Pribignew (auch Udo) (* unbekannt; † 1028)         | 1020–1028      | christlicher Fürst der Obotriten, ev. getauft als (Pribi-)Gneus, um 1036 als Vasall Bernhard II. (Sachsen), gleichzeitig wird Anadrog als Fürst zu Mecklenburg und Ostholstein und Sederich als Fürst von Wangria genannt.                    |
|  | Ratibor (* um 1000; † 1043)                        | 1028–1043      | christlicher Fürst der Obotriten und Polaben, auch Ratse oder Rettibur, Sohn Mstivojs und Vasall von Bernhard II. (Sachsen), wurde von Dänen in der Schlacht auf der Lürschauer Heide 1043 erschlagen                                         |
|  | Gottschalk der Wende (* um 1000; † 1066 in Lenzen) | 1043–1066      | christlicher Fürst der Obotriten, Vasall von Bernhard II. (Sachsen), zu seiner Zeit erstarkte der Widerstand gegen Christianisierung und die Nakoniden-Herrschaft, Ausbau der Burg Liubice (Alt-Lübeck), wurde mit Schwager Blusso erschlagen |
|  | Budivoj von Liubice (* unbekannt; † 1066)          | um 1066–1071   | christlicher Fürst der Obotriten, Bruder des Heinrich, auch Butue oder Buthue genannt, vom nach Unabhängigkeit strebenden Fürsten Kruto auf der Inselburg Plön oder Plune getötet                                                             |

### Wechselnde Herrscher
|  | Name (Lebensdaten)                                     | Regierungszeit | Anmerkungen |
|  | ------------------------------------------------------ | -------------- | --- |
|  | Kruto von Starigard und Werle (* unbekannt; † um 1090) | 1066–ca. 1090  | Jarl der Obotriten, auch Crito genannt, Sohn eines Grin (oder Grimmus) von Starigard, getötet in der Schlacht bei Schmilau 1093 durch Heinrich von Liubice                                                                    |
|  | Heinrich von Liubice (* vor 1066; † 22. März 1127)     | 1093–1127      | Samtherrscher der Obotriten, letzter Nakonide, formaler Vasall der Dänen und Deutschen, kämpft erbittert gegen Krutos Sohn Wartislaw von Rügen                                                                                |
|  | Knud Lavard (* um 1100; † August 1160)                 | 1129–1131      | dänischer Samtherrscher der Obotriten, Jarl in Süderjütland, Sohn des dänischen Königs Erik I. Ejegod, erkauft sich das Lehen bei Lothar III. Die slawischen Fürsten Mitzlaw von Gützkow und Race werden 1128 Jarls von Knud. |

### Dynastie der Niklotiden
|  | Name (Lebensdaten)                           | Regierungszeit | Anmerkungen |
|  | -------------------------------------------- | -------------- | --- |
|  | Lubemar (* um 1100; † August 1160)           | 1131–1160      | (älterer Bruder Niklots) Jarl im Lande Werle in Wangria und dänischer Vasall, 1138 und 1150 sind Race und Roche zwei Enkel Krutos als konkurrierende Herrscher erwähnt. |
|  | Niklot (* um 1100; † August 1160)            | 1131–1160      | Fürst der Obotriten, fiel durch Heinrich den Löwen 1160 an der Burg Werle, Mecklenburg wird wieder Teil des römisch-deutschen Reiches                                   |
|  | Wertislav (* unbekannt; † 1164)              | 1160–1164      | (Sohn Niklots), Fürst der Obotriten, Herr der Burg Werle, 1162 in Geisel am sächsischen Hof, 1164 gehenkt durch Heinrich I. beim Aufstand Pribislav                     |
|  | Pribislav (* unbekannt; † 30. Dezember 1178) | 1167–1178      | (Sohn Niklots), Fürst der Obotriten, Herr von Mecklenburg, Vasall des römisch-deutschen Reiches                                                                         |

### Linie Pribislaw
|  | Name (Lebensdaten)                              | Regierungszeit | Anmerkungen                                         |
|  | ----------------------------------------------- | -------------- | --------------------------------------------------- |
|  | Heinrich Borwin I. († 28. Januar 1227)          | 1178–1219      | (Sohn von Pribislav)                                |
|  | Nikolaus I. (* vor 1164, † 25. Mai 1200)        | 1183–1200      | (Sohn von Wertislav), Herr von Rostock              |
|  | Heinrich Borwin II. (* um 1170; † 5. Juni 1226) | 1219–1226      | (Sohn von Heinrich Borwin I.), Herr von Rostock     |
|  | Nikolaus II. (* vor 1180; † 28. September 1225) |                | (Sohn von Heinrich Borwin I.), Herr von Mecklenburg |

### Linie Johann I. (Mecklenburg)
|  | Name (Lebensdaten)                                              | Regierungszeit      | Anmerkungen                                                                 |
|  | --------------------------------------------------------------- | ------------------- | --------------------------------------------------------------------------- |
|  | Johann I., der Theologe (* um 1211; † 1. August 1264)           | 1227–1264           | (Sohn von Heinrich Borwin II.), Herr zu Mecklenburg                         |
|  | Heinrich I., der Pilger (* um 1230; † 2. Januar 1302)           | 1264–1271 1298–1302 | (Sohn von Johann I.), Herr zu Mecklenburg                                   |
|  | Albrecht I. (* nach 1230; † 15. Mai oder 17. Mai 1265)          | 1264–1265           | (Bruder von Heinrich I.), Herr zu Mecklenburg                               |
|  | Nikolaus III. (* nach 1230; † 8. Juni 1289 oder 1290)           | 1264–1289           | (Bruder von Heinrich I.), Herr zu Mecklenburg, Regentschaft                 |
|  | Johann II. (* um 1250; † 12. Oktober 1299)                      | 1264–1299           | (Bruder von Heinrich I.), Herr zu Mecklenburg auf Gadebusch, Regentschaft   |
|  | Johann III. (* nach 1266; † 27. Mai 1289)                       | 1287–1289           | (Sohn von Heinrich I.), Herr zu Mecklenburg                                 |
|  | Heinrich II., der Löwe (* (nach 14.4.) 1266; † 21. Januar 1329) | 1287–1329           | (Sohn von Heinrich I.), Herr zu Mecklenburg, Stargard und Rostock           |
|  | Albrecht II. (* um 1318; † 18. Februar 1379)                    | 1329–1379           | (Sohn von Heinrich II.), Herr zu Mecklenburg, ab 1348 Herzog zu Mecklenburg |

### Linie Nikolaus I. (Werle)
|                                                                | Name (Lebensdaten)                                                          | Regierungszeit | Anmerkungen                                                 |
| -------------------------------------------------------------- | --------------------------------------------------------------------------- | -------------- | ----------------------------------------------------------- |
|                                                                | Nikolaus I. (* um 1210; † 14. Mai 1277)                                     | 1227–1277      | (Sohn von Heinrich Borwin II.), Herr zu Werle               |
|                                                                | Heinrich I. (* um 1245; † 8. Oktober 1291)                                  | 1277–1291      | (Sohn von Nikolaus I.), Herr zu Werle-Güstrow               |
|                                                                | Johann I. (* um 1245; † 15. Oktober 1283)                                   | 1277–1283      | (Sohn von Nikolaus I.), Herr zu Werle-Parchim               |
|                                                                | Bernhard I. (* um 1245; † um 1286)                                          | 1277–1281      | (Sohn von Nikolaus I.), Herr zu Werle                       |
|                                                                | Nikolaus II. (* vor 1283; † 18. Februar 1316)                               | 1283–1316      | (Sohn von Johann I.), Herr zu Werle                         |
|                                                                | Johann II., der Kahle (* nach 1250; † 27. August 1337)                      | 1316–1337      | (Sohn von Johann I.), Herr zu Werle-Parchim                 |
|                                                                | Johann III., van Ruoden (* vor 1300; † 1352)                                | 1316–1350      | (Sohn von Nikolaus II.), Herr zu Werle-Goldberg             |
|                                                                | Nikolaus III., Staveleke (* nach 1311; † 1360/1361                          | 1337–1360      | (Sohn von Johann II.), Herr zu Werle-Güstrow                |
|                                                                | Bernhard II. (* um 1320; † 1382)                                            | 1337–1382      | (Sohn von Johann II.), Herr zu Werle-Waren (-Güstrow)       |
|                                                                | Nikolaus IV., Poogenoge (* nach 1311; † 1360/1361)                          | 1350–1354      | (Sohn von Johann III.), Herr zu Werle-Goldberg              |
|                                                                | Lorenz (* nach 1338; † 1393/1394)                                           | 1360–1393      | (Sohn von Nikolaus III.), Herr zu Werle-Güstrow             |
|                                                                | Johann V. (* nach 1338; † 1378)                                             | 1365–1378      | (Sohn von Nikolaus III.), Herr zu Werle-Güstrow, Mitregent  |
|                                                                | Johann VI. (* nach 1341; † nach dem 16. Oktober 1385)                       | 1382–1385 1395 | (Sohn von Bernhard II.), Herr zu Werle-Waren                |
|                                                                | Johann IV. (* vor 1350; † 1374)                                             | 1354–1374      | (Sohn von Nikolaus IV.), Herr zu Werle-Goldberg             |
|                                                                | Balthasar (* um 1375; † 5. April 1421)                                      | 1393–1421      | (Sohn von Lorenz), Herr zu Werle-Güstrow, Fürst zu Wenden   |
|                                                                | Johann VII. * um 1375; † zw. den 14. August 1414 und den 17. Dezember 1414) | 1395–1414      | (Sohn von Lorenz), Herr zu Werle-Güstrow, Mitregent         |
|                                                                | Wilhelm (* vor 1398; † 8. September 1436)                                   | 1393–1436      | (Sohn von Lorenz), Herr zu Werle-Güstrow, Fürst zu Wenden   |
|                                                                | Nikolaus V. (* vor 1385; † nach dem 21. Januar 1408)                        | 1385 1395–1408 | (Sohn von Johann VI.), Herr zu Werle-Waren                  |
|                                                                | Christoph (* vor 1385; † 25. August 1425)                                   | 1385 1395–1425 | (Sohn von Johann VI.), Herr zu Werle-Waren, Fürst zu Wenden |
| Werle fiel 1436 an den Fürsten (später Herzog) zu Mecklenburg. |                                                                             |                |                                                             |

### Linie Heinrich Borwin III. (Rostock)
|                                                   | Name (Lebensdaten)                                   | Regierungszeit | Anmerkungen                                       |
| ------------------------------------------------- | ---------------------------------------------------- | -------------- | ------------------------------------------------- |
|                                                   | Heinrich Borwin III. (* um 1220; † nach 1279)        | 1227–1277      | (Sohn von Heinrich Borwin II.), Herr von Rostock  |
|                                                   | Waldemar (* vor 1262; † 9. November 1282)            | 1277–1282      | (Sohn von Heinrich Borwin III.), Herr von Rostock |
|                                                   | Nikolaus, das Kind (* vor 1262; † 25. November 1314) | 1282–1314      | (Sohn von Waldemar), Herr von Rostock             |
| Rostock fiel 1323 an den Fürsten von Mecklenburg. |                                                      |                |                                                   |

### Linie Pribislaw I. (Parchim-Richenberg)
|                                                                               | Name (Lebensdaten)                             | Regierungszeit | Anmerkungen                                      |
| ----------------------------------------------------------------------------- | ---------------------------------------------- | -------------- | ------------------------------------------------ |
|                                                                               | Pribislaw I. (* 1224; † nach 12. Februar 1275) | 1227–1256      | (Sohn von Heinrich Borwin II.), Herr von Parchim |
| Pribislaw wurde 1256 entmachtet und das Land unter seinen Brüdern aufgeteilt. |                                                |                |                                                  |

## Herzöge zu Mecklenburg

### Linie Mecklenburg-Schwerin (I) u. (II)
|  | Name (Lebensdaten)                                                      | Regierungszeit      | Anmerkungen |
|  | ----------------------------------------------------------------------- | ------------------- | --- |
|  | Albrecht II., der Große (* 1318; † 18. Februar 1379)                    | 1329–1379           | [Sohn Heinrich II.], Herr von Mecklenburg, ab 1348 Herzog                                                      |
|  | Heinrich III. (* um 1337; † 24. April 1383)                             | 1379–1383           | [Sohn Albrecht II.]                                                                                            |
|  | Magnus I. (* um 1345; † 1. September 1384)                              | 1383–1384           | [Sohn Albrecht II.], regierte zusammen mit Albrecht IV.                                                        |
|  | Albrecht IV. (* vor 1363; † zw. 24. und 31. Dezember 1388)              | 1383–1388           | [Sohn Heinrich III.], Mitregent von Magnus I. und von Johann IV.                                               |
|  | Johann IV. (* um 1370; † 16. Oktober 1422)                              | 1384–1395           | [Sohn Magnus I.], Mitregent seiner Nachfolger von 1395 bis 1422                                                |
|  | Albrecht III. (* um 1338; † März 1412)                                  | 1395–1412           | [Sohn Albrecht II.], war als Albrecht von Mecklenburg König von Schweden (1364–1389)                           |
|  | Erich (* nach 1359; † 26. Juli 1397 in Visby)                           | bis 1397            | [Sohn Albrecht III.], Mitregent seines Vaters                                                                  |
|  | Albrecht V. (* 1397; † zw. 1. Juni und 6. Dezember 1423)                | 1412–1423           | [Sohn Albrecht III.]                                                                                           |
|  | Johann IV. (* vor 1370; † 16. Oktober 1422 in Schwerin)                 | 1395–1422           | [Sohn Magnus I.], Mitregent von Albrecht III. und Albrecht V.                                                  |
|  | Heinrich IV., der Dicke (* vor 1417; † 9. März 1477)                    | 1422–1477           | [Sohn Johann IV.], vereinigte nach Aussterben der Linien Werle und Stargard Mecklenburg unter einer Herrschaft |
|  | Johann V. (* 1418;† 1442)                                               | 1418–1442           | [Sohn Johann IV.], Mitregent                                                                                   |
|  | Johann VI. (* 1439; † 1474)                                             | 1439–1474           | [Sohn Heinrich IV.], Mitregent                                                                                 |
|  | Albrecht VI. (* 1438; † vor dem 27. April 1483)                         | 1477–1483           | [Sohn Heinrich IV.]                                                                                            |
|  | Magnus II. (* 1441; † 20. November 1503 in Wismar)                      | 1477–1503           | [Sohn Heinrich IV.]                                                                                            |
|  | Balthasar (* 1451; † 16. März 1507 in Wismar)                           | 1477–1507           | [Sohn Heinrich IV.], Mitregent, Bischof von Schwerin von 1479 bis 1482                                         |
|  | Heinrich V., der Friedfertige (* 3. Mai 1479; † 6. Februar 1552)        | 1503–1552           | [Sohn Magnus II.]                                                                                              |
|  | Erich II. (* 3. September 1483; † 22. Dezember 1508)                    | 1503–1508           | [Sohn Magnus II.], Mitregent                                                                                   |
|  | Philipp (* 12. September 1514 in Schwerin; † 4. Januar 1557 in Güstrow) | 1552–1557           | [Sohn Heinrich V.], Mitregent                                                                                  |
|  | Johann Albrecht I. (* 23. Dezember 1525; † 12. Februar 1576)            | 1556–1576           | [Sohn Albrecht VII.]                                                                                           |
|  | Johann VII. (* 7. März 1558 in Güstrow; † 22. März 1592 in Stargard)    | 1576–1592           | [Sohn Johann Albrecht I.]                                                                                      |
|  | Adolf Friedrich I. (* 15. Dezember 1588; † 27. Februar 1658)            | 1592–1628 1631–1658 | [Sohn Johann VII.]                                                                                             |
|  | Albrecht VIII. (Wallenstein) (* 24. September 1583; † 25. Februar 1634) | 1628–1631           | regierte nach Absetzung Adolf Friedrichs I. durch Kaiser Ferdinand II.                                         |
|  | Christian Ludwig I. (* 1. Dezember 1623; † 21. Juni 1692)               | 1658–1692           | [Sohn Adolf Friedrich I.]                                                                                      |

### Linie Mecklenburg-Stargard
|  | Name (Lebensdaten)                                                   | Regierungszeit | Anmerkungen                                                                   |
|  | -------------------------------------------------------------------- | -------------- | ----------------------------------------------------------------------------- |
|  | Johann I. (* 1326; † zw. 9. August 1392 und 9. Februar 1393)         | 1329–1392      | [Sohn Heinrich II.], Herr von Mecklenburg, ab 1348 Herzog                     |
|  | Johann II. (* vor 1370; † zw. 6. Juli und 9. Oktober 1416)           | 1392–1416      | [Sohn Johann I.], Herzog zu Mecklenburg-Stargard [-Sternberg]                 |
|  | Ulrich I. (* vor 1382; † 8. April 1417)                              | 1392–1417      | [Sohn Johann I.], Herzog zu Mecklenburg-Stargard [-Neubrandenburg]            |
|  | Albrecht I. (* vor 1377; † zwischen 11. Februar und 15. Juli 1397)   | 1392–1397      | [Sohn Johann I.], Mitregent                                                   |
|  | Johann III. (* 1389; † nach 11. November 1438)                       | 1416–1438      | [Sohn Johann II.], Herzog zu Mecklenburg-Stargard [-Sternberg]                |
|  | Albrecht II. (* vor 1400;† zw. 11. Februar 1421 und 4. Oktober 1423) | 1417–1423      | [Sohn Ulrich I.], Mitregent, Herzog zu Mecklenburg-Stargard [-Neubrandenburg] |
|  | Heinrich, der Hagere (* vor 1412; † zw. 26. Mai u. 20. August 1466)  | 1417–1466      | [Sohn Ulrich I.]                                                              |
|  | Ulrich II. (* vor 1428; † 13. Juli 1471)                             | 1466–1471      | [Sohn Heinrichs]                                                              |

### Linie Mecklenburg-Güstrow
|  | Name (Lebensdaten)                                                      | Regierungszeit      | Anmerkungen                                                                              |
|  | ----------------------------------------------------------------------- | ------------------- | ---------------------------------------------------------------------------------------- |
|  | Albrecht VII., der Schöne (* 25. Juli 1486; † 7. Januar 1547)           | 1503–1547           | [Sohn Magnus II.]                                                                        |
|  | Johann Albrecht I. (* 23. Dezember 1525; † 12. Februar 1576)            | 1547–1556           | [Sohn Albrecht VII.]                                                                     |
|  | Ulrich (* 5. März 1527; † 14. März 1603)                                | 1555–1603           | [Sohn Albrecht VII.], Nestor des deutschen Reichsfürstenrates                            |
|  | Karl I. (* 28. September 1540; † 22. Juli 1610)                         | 1603–1610           | [Sohn Albrecht VII.], regierender Vormund von Johann Albrecht II. und Adolf Friedrich I. |
|  | Johann Albrecht II. (* 5. Mai 1590; † 23. April 1636)                   | 1611–1628 1631–1636 | [Sohn Johann VII.]                                                                       |
|  | Albrecht VIII. (Wallenstein) (* 24. September 1583; † 25. Februar 1634) | 1628–1631           | regierte nach Absetzung Johann Albrechts II. durch Kaiser Ferdinand II.                  |
|  | Gustav Adolf (* 26. Februar 1633; † 6. Oktober 1695)                    | 1636–1695           | [Sohn Johann Albrecht II.]                                                               |

## Herzöge zu Mecklenburg/Großherzöge von Mecklenburg

### Linie Mecklenburg-Schwerin (III)
|  | Name (Lebensdaten)                                           | Regierungszeit | Anmerkungen |
|  | ------------------------------------------------------------ | -------------- | --- |
|  | Friedrich Wilhelm I. (* 28. März 1675; † 31. Juli 1713)      | 1692–1713      | [Neffe von Christian Ludwig I.] |
|  | Karl Leopold (* 26. November 1678; † 28. November 1747)      | 1713–1728      | [Bruder von Friedrich Wilhelm I.], er wurde nach der Reichsexekution 1717 im Jahr 1728 vom Reichshofrat in Wien zugunsten seines Bruders Christian Ludwig II. abgesetzt. |
|  | Christian Ludwig II. (* 15. November 1683; † 30. Mai 1756)   | 1728–1756      | [Bruder von Karl Leopold] |
|  | Friedrich, der Fromme (* 9. November 1717; † 24. April 1785) | 1756–1785      | [Sohn Christian Ludwig II.] |
|  | Friedrich Franz I. (* 10. Dezember 1756; † 1. Februar 1837)  | 1785–1837      | ab 1815 Großherzog – [Sohn Friedrich Ludwig, Neffe Friedrich der Fromme (Herzog Friedrich)]                                                                              |
|  | Paul Friedrich (* 15. September 1800; † 7. März 1842)        | 1837–1842      | [Enkel von Friedrich Franz I.] |
|  | Friedrich Franz II. (* 28. Februar 1823; † 15. April 1883)   | 1842–1883      | [Sohn von Paul Friedrich] |
|  | Friedrich Franz III. (* 19. März 1851; † 10. April 1897)     | 1883–1897      | [Sohn von Friedrich Franz II.] |
|  | Johann Albrecht (* 8. Dezember 1857; † 16. Februar 1920)     | 1897–1901      | [Bruder Großherzogs Friedrich Franz III.], vom 11. April 1897 bis zum 9. April 1901 Regent                                                                               |
|  | Friedrich Franz IV. (* 9. April 1882; † 17. November 1945)   | 1897–1918      | [Sohn Großherzogs Friedrich Franz III.], ab 1918 Verwalter des Landesteiles Mecklenburg-Strelitz                                                                         |

### Linie Mecklenburg-Strelitz
|  | Name (Lebensdaten)                                           | Regierungszeit | Anmerkungen                                          |
|  | ------------------------------------------------------------ | -------------- | ---------------------------------------------------- |
|  | Adolf Friedrich II. (* 19. Oktober 1658; † 12. Mai 1708)     | 1701–1708      |                                                      |
|  | Adolf Friedrich III. (* 7. Juni 1686; † 11. Dezember 1752)   | 1708–1752      | [Sohn von Adolf Friedrich II.]                       |
|  | Adolf Friedrich IV. (* 5. Mai 1738; † 2. Juni 1794)          | 1752/53–1794   | [Neffe von Adolf Friedrich III.]                     |
|  | Karl II. (* 10. Oktober 1741; † 6. November 1816)            | 1794–1816      | [Bruder von Adolf Friedrich IV.], ab 1815 Großherzog |
|  | Georg (* 12. August 1779; † 6. September 1860)               | 1816–1860      | [Sohn von Karl II.]                                  |
|  | Friedrich Wilhelm (II.) (* 17. Oktober 1819; † 30. Mai 1904) | 1860–1904      | [Sohn von Georg]                                     |
|  | Adolf Friedrich V. (* 22. Juli 1848; † 11. Juni 1914)        | 1904–1914      | [Sohn von Friedrich Wilhelm II.]                     |
|  | Adolf Friedrich VI. (* 17. Juni 1882; † 24. Februar 1918)    | 1914–1918      | [Sohn von Adolf Friedrich V.]                        |
|  | Friedrich Franz IV. (* 9. April 1882; † 17. November 1945)   | 1918           | Verwalter des Landesteiles                           |